# Jesper Kenn Olsen
Jesper Kenn Olsen (født 2. juli 1971) er en dansk ultraløber og rekordholder. 
Jesper Kenn Olsen satte en bemærkelsesværdig løberekord, da han 1. januar 2004 startede fra Greenwich Village på sin mission: At blive det første menneske i verden, der løb hele vejen rundt om jordkloden. Udfordringen varede i knap 2 år og han sled 28 par løbesko op.
Efter at have gennemført hans World Run, har Jesper Kenn Olsen udgivet en bog under Politikens Forlag, og har siden forbedret sin verdensrekord da han fra 2008 til 2012 løb jorden rundt fra nord til syd. Han startede fra Nordkap i Norge og løb til Kapstaden i Sydafrika og op igennem Sydamerika til Newfoundland i Canada. Denne tur blev på 37.000 Km.

## Generelt
- Er uddannet cand.scient.pol.
- Maratonløber på eliteplan med bedste notering på 2 timer 27 minutter
- Var i den danske langdistance-elite fra 1990.

## Personlige rekorder
- 10 km: 31:29 min.
- 15 km: 47:58 min.
- halvmaraton: 1:08:10 min.
- maraton: 2:27:57 timer.
- 50 km: 3:17:23 timer.
- 100 km: 6:58:31 timer.
- 100 miles: 15:26:09 timer.
- 12 timer: 129 km.
- 24 timer: 223,7km.
- 48 timer: 332,6km.
- 6-dage: 780 km

## Bedste resultater
- Nr.19 v. VM 100km , 2000. (tid 6:58:31).
- Nr.12 v. EM 24-timers løb, 2001. (Distance 224 km).

## Ekstern henvisning
- World Run Project

|  | Artiklen om Jesper Kenn Olsen kan blive bedre, hvis der indsættes et (bedre) billede Du kan hjælpe ved at afsøge Wikimedia Commons for et passende billede eller uploade et godt billede til Wikimedia Commons iht. de tilladte licenser og indsætte det i artiklen. |